# Lincoln County (Kansas)
Lincoln County je okres ve státě Kansas v USA. K roku 2010 zde žilo 3 241 obyvatel. Správním městem okresu je Lincoln Center. Celková rozloha okresu činí 1 865 km².

## Sousední okresy
| Růžice kompasu | Osborne County          | Mitchell County  | Ottawa County | Růžice kompasu |
| Růžice kompasu | Sever                   |                  |               | Růžice kompasu |
| Růžice kompasu | Lincoln County (Kansas) |                  |               | Růžice kompasu |
| Růžice kompasu | Jih                     |                  |               | Růžice kompasu |
| Růžice kompasu | Russell County          | Ellsworth County | Saline County | Růžice kompasu |